# Rosty Pál (földrajztudós)
Rosti Pál (Paul de Rosti) (született Barkóczi Rosty Pál István Ferenc de Paula) (Pest, 1830. november 29. – Dunapentele, 1874. december 7.) magyar földrajztudós, néprajztudós, fotográfus, az MTA levelező tagja.

## Családja és származása

A barkóczi Rosty család címere.

A dunántúli római katolikus nemesi származású barkóczi Rosty családban született. Apja, Rosty Albert (1779–1847) Békés vármegye főjegyzője, majd alispánja. Anyja, ehrenberghi Eckstein Anna (1801–1843), ehrenbergi Eckstein Ferenc orvosdoktor, császári és királyi tanácsos és Wehner Erzsébet lánya volt. Rosti Pál nagyapja, Rosty Pál (1745–1810) főhadnagy, elítélt jakobinus, dédapja, barkóczi Rosty Ferenc (1718–1790), Vas vármegyei alispán, királyi tanácsos és vármegyei követ volt. Rosty Pál nagyapjának a húga, barkóczi Rosty Katalin (1753-1787), akinek a férje, mezőszegedi Szegedy Ignác (1736–1796), Zala vármegye alispánja és királyi tanácsos volt; Szegedy Ignác és Rosty Katalin lánya pedig mezőszegedi Szegedy Róza (1774–1832), Kisfaludy Sándor költőnek a felesége volt. Dédapjának Rosty Ferenc alispánnak a két nővére barkóczi Rosty Anna Mária (1722-1784), akinek a férje boldogfai Farkas Ferenc (1713-1770) Zala vármegyei alispán; valamint barkóczi Rosty Katalin, szalapatakai Nagy Mihály (1706-1756) zalai alispánnak, királyi tanácsosnak a hitvese volt. Rosty Pál keresztszülei, bezerédi Bezerédj István (1796–1856), tolnai követ, és neje bezerédi Bezerédj Amália (1804–1837) voltak.

## Élete
1830. november 22-én, Pesten keresztelték, tehát aznap vagy nem sokkal azelőtt született. Három lány öccseként, negyedik gyermekként érkezett az évszázados múltú nemesi családba, melynek  gyulai, csabacsüdi és pesti otthonában a kornak megfelelő oktatásban részesülhetett. Egyik nevelője az első ismert magyarországi dagerrotípiákat is készítő Vállas Antal volt. Rosti korán a zene és a művészetek barátja lett. A család szalonjában találkoztak az ifjú centralisták.
Az ifjú Rostit az 1848–49-es forradalom és szabadságharc lelkesítette, egyes, nem egykorú források szerint a Károlyi-huszárezredben szolgált. A világosi fegyverletétel, (1849. augusztus 13.) után sógora, Trefort Ágoston társaságában Münchenbe távozott, ahol másik sógorának, Eötvös Józsefnek a családjával élt. Münchenben a természettudományokkal, különösen vegytannal foglalkozott, ezenkívül az 50-es évek elején gazdászatot is tanult. Diáktársa volt távoli rokona, Birly István, akivel később együtt evezett Rotterdamtól Pestig.
1850-től Rosti a Magyarhoni Földtani Társulat tagja, 1853-ban a Magyar Képzőművészeti Társulat egyik alapítója Pesten. 1854-ben nagykorúvá válik, ekkortól maga rendelkezhet birtokai jövedelme felett. 1854 végén európai körútra indul. Weimarban és Franciaországban időzik. Párizsban elsajátítja a fényképezést. Nagy-Britanniában bejárja a tóvidéket.
Tanulmányai és utazásai során alapos földrajzi és néprajzi ismeretekre is szert tett. 1856. augusztus 4-én hajóra szállt, és az Amerikai Egyesült Államokba utazott. Felkereste Texast, majd Mexikót, a közép-amerikai szigetvilágot és Havannát. 1857. március 10-én a venezuelai La Guaira kikötőbe érkezett. Caracasban tartózkodott, és összesen 5 hónapig volt Venezuelában. A német származású Vollmer Franz venezuelai földesúr "El Palmar" nevű földbirtokán, Aragua államban tartózkodott a leghosszabb ideig. Két és fél év után 1859. február 26-án érkezett vissza hazájába. Útja során készített felvételeiből hazatérte után 5 fényképalbumot köttetett Párizsban: egyet az utazását inspiráló Alexander von Humboldtnak, egyet a Magyar Nemzeti Múzeumnak, hármat pedig leánytestvéreinek, Ágnesnek, Ilonának és Annának ajándékozott. Ma valamennyi ismert album közül az Amadei (született Rosty) Annának adott példány a legteljesebb: 47, a mai Kuba, Venezuela és Mexikó területén készült fényképet tartalmaz.

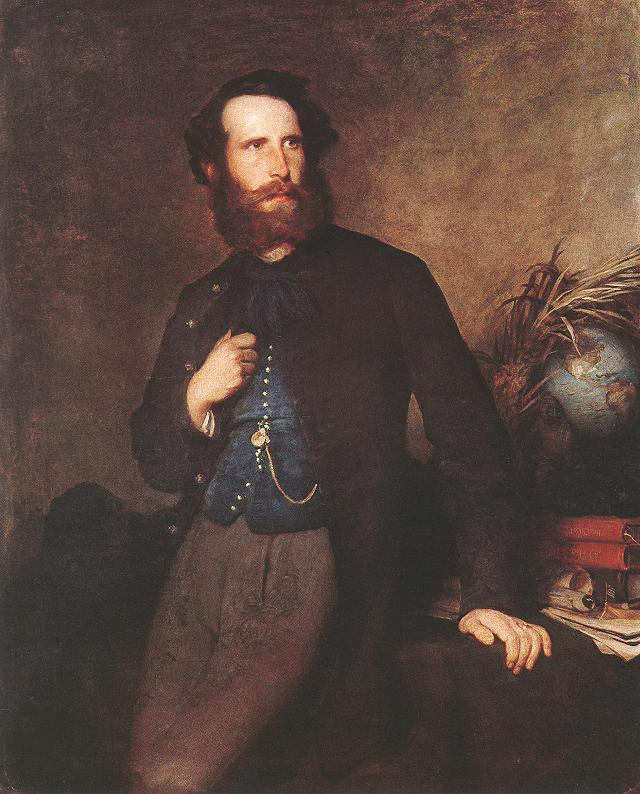
Rosty Pál – Székely Bertalan festménye (1862)

Élményeit és tapasztalatait az Úti emlékezetek Amerikából című művében tette közzé (Pest, 1861). Rosty Pál nemcsak mint egyetemes érdeklődésű amatőr, hanem mint saját korlátait ismerő tudós, szellemi indíttatását Humboldtnak köszönhette. Rosti nagy hasznát vette báró Alexander von Humboldt fél évszázaddal korábbi útjáról megjelent munkáinak, amelyekre többször hivatkozik is művében, illetve a német tudóstól kapott ajánló leveleknek, amelyek sokszor segítették útja során. Természetes hát, hogy Rosty fényképei rendezése végeztével, 1858 novemberében azonmód Poroszországba utazott, hogy személyesen adja át egyik fényképalbumát a tegeli kastélyában élő, akkor már 90 éves, élete és munkássága legjavát az amerikai földrésznek szentelő tudósnak. Humboldt bizonyára nagy örömmel olvasta volna Rosti Úti emlékezeteit tartalmazó könyvét is, de ezt már nem érhette meg, hiszen a következő év májusában meghalt.
Tudományos körökben is feltűnést keltett munkája; 1861-től a Magyar Tudományos Akadémia levelező tagja volt. 1860-tól hol Pesten, hol Dunapentelén élt, 1860 decemberében a megyei bizottmány tagjai sorában találjuk. Rosti Pál legalább akkora figyelmet fordított testi, fizikai állapota karbantartására, mint szelleme pallérozására. Társaival megalapítja a Budapesti Hajósegyletet. 1862-ben ketten Birly Istvánnal Rotterdamtól Pestig nemzetközi figyelmet keltő csónaktúrát teljesítenek az Ellida nevű, 23 láb hosszú, 4 láb széles, 2 láb mély, egyébiránt felvitorlázható kétevezős hajón, ami korábban még senkinek sem sikerült.
Tagja volt Dunapentele (1871-től nagyközség) képviselő-testületének. 1870-ben a Dunapentelei Kaszinó Társaság egyik alapítója, mely a település első polgári értékeken alapuló és azokat kifejező kulturális egyesülete. 1872-től Fejér vármegye Törvényhatósági Bizottságának tagja. Dunapentele szellemi arculatának meghatározó személyisége, de az ország székvárosában is megbecsült tagja a szellemi életnek. Sógorai, Eötvös József és Trefort Ágoston révén a vallás- és közoktatásügyek beavatott ismerője. Az 1870-es évek elején súlyosan megbetegedett, a fővárosból Dunapentelére költözött, s a "ritka, szép és gazdag rózsagyűjteményéről nevezetes kerti Tusculanumban lakott". Itt érte a halál 1874. december 7-én. Végakarata szerint a pentelei római katolikus temetőben helyezték örök nyugalomra.

## Utóélete
2018 őszén a Humboldtnak ajánlott album képeiből nyílt kiállítás a kölni Ludwig Múzeumbam. 2019 februárjában, a Magyar Nemzeti Múzeumban tartott emlékülésen jelentették be a Rosti Pál-díj megalapítását. A díjat első ízben 2020-ban ítélte oda az elmúlt 5 év legjobb magyar fotókönyvének választott munkáért a szakmai zsüri.

## Származása
| barkóczi Rosty Pál (*Pest, 1830. november 29. – †Dunapentele, 1874. december 7.) földrajztudós, néprajztudós, fotográfus, az MTA levelező tagja. | Apja: barkóczi Rosty Albert (*Sopron, 1779. december 10. – Pest, 1847. november 4.) Békés vármegye alispánja, főjegyzője, táblabíró, földbirtokos. | Apai nagyapja: barkóczi Rosty Pál (*Ják, Vas vármegye, 1745. július 10. – Ivánc, Vas vármegye, 1810. október 26.) táblabíró, főhadnagy, elítélt magyar jakobinus, földbirtokos.                                        | Apai nagyapai dédapja: barkóczi Rosty Ferenc (1718. – † Kám, Vas vármegye, 1790. február 4.) királyi tanácsos, Vas vármegye alispánja és országgyűlési követe, táblabíró, földbirtokos. (Szülei: barkóczi Rosty László, jogász, Vas vm. főszolgabírája, földbirtokos és zalalövői Csapody Mária) |
| barkóczi Rosty Pál (*Pest, 1830. november 29. – †Dunapentele, 1874. december 7.) földrajztudós, néprajztudós, fotográfus, az MTA levelező tagja. | Apja: barkóczi Rosty Albert (*Sopron, 1779. december 10. – Pest, 1847. november 4.) Békés vármegye alispánja, főjegyzője, táblabíró, földbirtokos. | Apai nagyapja: barkóczi Rosty Pál (*Ják, Vas vármegye, 1745. július 10. – Ivánc, Vas vármegye, 1810. október 26.) táblabíró, főhadnagy, elítélt magyar jakobinus, földbirtokos.                                        | Apai nagyapai dédanyja: balásfalvi Orosz Mária (*Győr, 1720. december 11.– †Ják, 1751. április 19.) (Szülei: balásfalvi Orosz Ferenc, győri szolgabíró, földbirtokos és nemes Lassek Erzsébet)                                                                                                   |
| barkóczi Rosty Pál (*Pest, 1830. november 29. – †Dunapentele, 1874. december 7.) földrajztudós, néprajztudós, fotográfus, az MTA levelező tagja. | Apja: barkóczi Rosty Albert (*Sopron, 1779. december 10. – Pest, 1847. november 4.) Békés vármegye alispánja, főjegyzője, táblabíró, földbirtokos. | Apai nagyanyja: nedeczei Nedeczky Anna Mária (Paks, 1764. június 26.– 1839) | Apai nagyanyai dédapja: nedeczei Nedeczky Albert (Pozsony, 1739. április 22.–†?) (Szülei: nedeczei Nedeczky Károly, királyi tanácsos, földbirtokos és tóthi Lengyel Krisztina) |
| barkóczi Rosty Pál (*Pest, 1830. november 29. – †Dunapentele, 1874. december 7.) földrajztudós, néprajztudós, fotográfus, az MTA levelező tagja. | Apja: barkóczi Rosty Albert (*Sopron, 1779. december 10. – Pest, 1847. november 4.) Békés vármegye alispánja, főjegyzője, táblabíró, földbirtokos. | Apai nagyanyja: nedeczei Nedeczky Anna Mária (Paks, 1764. június 26.– 1839) | Apai nagyanyai dédanyja: báró Újváry Walburga (Szülei: báró Újváry László, földbirtokos és báró Száraz Erzsébet) |
| barkóczi Rosty Pál (*Pest, 1830. november 29. – †Dunapentele, 1874. december 7.) földrajztudós, néprajztudós, fotográfus, az MTA levelező tagja. | Anyja: ehrenberghi Eckstein Anna Franciska (*Pest, 1801. június 2.– †Pest, 1842. július 5.)                                                        | Anyai nagyapja: ehrenbergi Eckstein Ferenc (Alsókubin, 1769. március 28. – Pest, 1833. november 7.) orvosdoktor, császári és királyi tanácsos, a Lipót-rend lovagja, Pest és Somogy megye táblabírája, egyetemi tanár. | Anyai nagyapai dédapja: |
| barkóczi Rosty Pál (*Pest, 1830. november 29. – †Dunapentele, 1874. december 7.) földrajztudós, néprajztudós, fotográfus, az MTA levelező tagja. | Anyja: ehrenberghi Eckstein Anna Franciska (*Pest, 1801. június 2.– †Pest, 1842. július 5.)                                                        | Anyai nagyapja: ehrenbergi Eckstein Ferenc (Alsókubin, 1769. március 28. – Pest, 1833. november 7.) orvosdoktor, császári és királyi tanácsos, a Lipót-rend lovagja, Pest és Somogy megye táblabírája, egyetemi tanár. | Anyai nagyapai dédanyja: |
| barkóczi Rosty Pál (*Pest, 1830. november 29. – †Dunapentele, 1874. december 7.) földrajztudós, néprajztudós, fotográfus, az MTA levelező tagja. | Anyja: ehrenberghi Eckstein Anna Franciska (*Pest, 1801. június 2.– †Pest, 1842. július 5.)                                                        | Anyai nagyanyja: Wehner Erzsébet (†1837) | Anyai nagyanyai dédapja: |
| barkóczi Rosty Pál (*Pest, 1830. november 29. – †Dunapentele, 1874. december 7.) földrajztudós, néprajztudós, fotográfus, az MTA levelező tagja. | Anyja: ehrenberghi Eckstein Anna Franciska (*Pest, 1801. június 2.– †Pest, 1842. július 5.)                                                        | Anyai nagyanyja: Wehner Erzsébet (†1837) | Anyai nagyanyai dédanyja: |